# Milaan-San Remo 2015
De 106e editie van de wielerwedstrijd Milaan-San Remo werd gehouden op 22 maart 2015. De renners reden een wedstrijd van 293 kilometer tussen Milaan en San Remo, waar de race voor het eerst sinds 2007 weer eindigde op de Via Roma. De wedstrijd maakte deel uit van de UCI World Tour 2015. In 2014 won de Noor Alexander Kristoff. Deze editie werd gewonnen door de Duitser John Degenkolb.
Organisator RCS Sport stelde het parcours voor Milaan-San Remo vast op 26 november 2014. Net als een jaar ervoor was Le Manie niet opgenomen in het parcours; de Passo del Turchino zat er wel in, afhankelijk van de weersituaties. De finale in Ligurië bevatte korte steile beklimmingen zoals Capo Mele, Capo Cervo, Capo Berta en tot slot de Cipressa en de Poggio di San Remo op 2,5 kilometer van San Remo. De finish lag deze editie, voor het eerst sinds 2007, opnieuw op de Via Roma.

## Wedstrijdverslag
Nadat de kopgroep met onder anderen Maarten Tjallingii en Serge Pauwels een voorsprong van maximaal tien minuten hebben gehad, wordt de laatste vluchter ingerekend op de Cipressa. Op de Cipressa hebben meerdere renners zonder succes geprobeerd een aanval te plaatsen, waardoor oud-winnaars als Mark Cavendish en Alexander Kristoff reeds zijn gelost, hoewel de Noor nog weet terug te keren.
In de aanloop naar de Poggio wagen Daniel Oss en Geraint Thomas een poging weg te rijden van het peloton. Zij krijgen maximaal een halve minuut voorsprong, maar zij worden teruggepakt op de Poggio zelf. Op de Poggio weet niemand meer een gat te maken en lijkt een sprint in de maak. In de afdaling komen onder anderen Philippe Gilbert en Zdeněk Štybar ten val, waardoor enige vluchtpogingen in de straten van San Remo in de kiem gesmoord worden. Kristoff gaat de sprint van voren aan, maar alleen Degenkolb weet nog over de Noor heen te komen. 

## Deelnemende ploegen
| 17 UCI World Tour-ploegen | 17 UCI World Tour-ploegen | 17 UCI World Tour-ploegen | 8 wildcards           |
| ------------------------- | ------------------------- | ------------------------- | --------------------- |
| AG2R La Mondiale          | Giant-Alpecin             | Movistar                  | Androni Giocattoli    |
| Astana                    | IAM Cycling               | Orica-GreenEdge           | Bardiani CSF          |
| BMC Racing Team           | Katjoesja                 | Team Sky                  | Bora-Argon 18         |
| Cannondale-Garmin         | Lampre-Merida             | Tinkoff-Saxo              | CCC Sprandi Polkowice |
| Etixx-Quick Step          | LottoNL-Jumbo             | Trek Factory Racing       | Cofidis               |
| FDJ                       | Lotto Soudal              |                           | Colombia              |
|                           |                           |                           | MTN-Qhubeka           |
|                           |                           |                           | Novo Nordisk          |

## Uitslag
| Milaan-San Remo 2015 |                      |                       |          |
| Plaats               | Naam                 | Ploeg                 | Tijd     |
| Winnaar              | John Degenkolb       | Team Giant-Alpecin    | 6u46'16" |
| 2                    | Alexander Kristoff   | Katjoesja             | z.t.     |
| 3                    | Michael Matthews     | Orica-GreenEdge       | z.t.     |
| 4                    | Peter Sagan          | Tinkoff-Saxo          | z.t.     |
| 5                    | Niccolò Bonifazio    | Lampre-Merida         | z.t.     |
| 6                    | Nacer Bouhanni       | Cofidis               | z.t.     |
| 7                    | Fabian Cancellara    | Trek Factory Racing   | z.t.     |
| 8                    | Davide Cimolai       | Lampre-Merida         | z.t.     |
| 9                    | Tony Gallopin        | Lotto Soudal          | z.t.     |
| 10                   | Edvald Boasson Hagen | MTN-Qhubeka           | z.t.     |
| 11                   | Jürgen Roelandts     | Lotto Soudal          | z.t.     |
| 12                   | Matti Breschel       | Tinkoff-Saxo          | z.t.     |
| 13                   | Ben Swift            | Team Sky              | z.t.     |
| 14                   | Sebastian Langeveld  | Cannondale-Garmin     | z.t.     |
| 15                   | Tim Wellens          | Lotto Soudal          | z.t.     |
| 16                   | Grega Bole           | CCC Sprandi Polkowice | z.t.     |
| 17                   | Paul Martens         | LottoNL-Jumbo         | z.t.     |
| 18                   | Sonny Colbrelli      | Bardiani CSF          | z.t.     |
| 19                   | Greg Van Avermaet    | BMC Racing Team       | z.t.     |
| 20                   | Alejandro Valverde   | Movistar Team         | z.t.     |

1907 · 1908 · 1909 · 1910 · 1911 · 1912 · 1913 · 1914 · 1915 · 1916 · 1917 · 1918 · 1919 · 1920 · 1921 · 1922 · 1923 · 1924 · 1925 · 1926 · 1927 · 1928 · 1929 · 1930 · 1931 · 1932 · 1933 · 1934 · 1935 · 1936 · 1937 · 1938 · 1939 · 1940 · 1941 · 1942 · 1943 · 1944 · 1945 · 1946 · 1947 · 1948 · 1949 · 1950 · 1951 · 1952 · 1953 · 1954 · 1955 · 1956 · 1957 · 1958 · 1959 · 1960 · 1961 · 1962 · 1963 · 1964 · 1965 · 1966 · 1967 · 1968 · 1969 · 1970 · 1971 · 1972 · 1973 · 1974 · 1975 · 1976 · 1977 · 1978 · 1979 · 1980 · 1981 · 1982 · 1983 · 1984 · 1985 · 1986 · 1987 · 1988 · 1989 · 1990 · 1991 · 1992 · 1993 · 1994 · 1995 · 1996 · 1997 · 1998 · 1999 · 2000 · 2001 · 2002 · 2003 · 2004 · 2005 · 2006 · 2007 · 2008 · 2009 · 2010 · 2011 · 2012 · 2013 · 2014 · 2015 · 2016 · 2017 · 2018 · 2019 · 2020 · 2021 · 2022 · 2023 · 2024 · 2025

Lijst van beklimmingen
 Tour Down Under · 
 Parijs-Nice · 
 Tirreno-Adriatico · 
 Milaan-San Remo ·
 E3 Harelbeke ·
 Ronde van Catalonië ·
 Gent-Wevelgem ·
 Ronde van Vlaanderen ·
 Ronde van Baskenland ·
 Parijs-Roubaix ·
 Amstel Gold Race ·
 Waalse Pijl ·
 Luik-Bastenaken-Luik ·
 Ronde van Romandië ·
 Ronde van Italië ·
 Critérium du Dauphiné ·
 Ronde van Zwitserland ·
 Ronde van Frankrijk ·
 Clásica San Sebastián ·
 Ronde van Polen ·
/ Eneco Tour ·
 Vattenfall Cyclassics ·
 GP Ouest-France Plouay ·
 Grote Prijs van Quebec ·
 Ronde van Spanje ·
 Grote Prijs van Montreal ·
 UCI Ploegentijdrit ·
 Ronde van Lombardije